# Masztorava

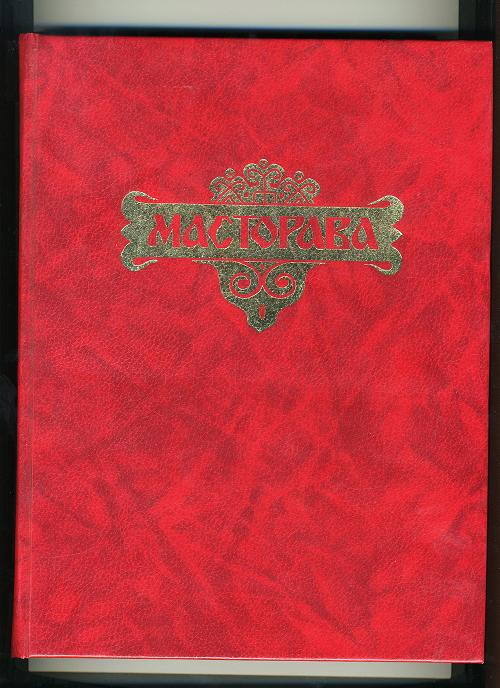
A Masztorava eredeti borítója

A Masztorava (Масторава) a mordvin nép mítoszaiból és folklórjából összeállított eposz, melyet Alekszandr Saronov írt erza nyelven és 1994-ben jelent meg. Lefordították moksára (2001) és oroszra (2003) is. Magyar fordítása 2010-ben jelent meg, a fordítás Dugántsy Mária munkája.
A mű öt részből áll. A címadó Masztorava a mordvinok földistennője, nevének jelentése „Föld asszony” vagy „Földanya”, a masztor, „föld” szóból.
A műben Tyustyánt, a parasztot a nép királlyá, a moksa és erza klán szövetségének vezérévé és közös hadseregük parancsnokává választja. Uralkodása alatt Mordvinföld a Volgától a Dnyeperig és az Oka folyótól a Fekete-tengerig terjedt. A mordvin mitológiában Tyustyán holdisten, a mennydörgésisten fia egy Litova nevű halandó lánytól. Életkora minden hónapban változik, a hold fázisaihoz igazodva.

## Fordítás
- Ez a szócikk részben vagy egészben  a   Mastorava című angol Wikipédia-szócikk ezen változatának fordításán alapul.  Az eredeti cikk szerkesztőit annak laptörténete sorolja fel. Ez a jelzés csupán a megfogalmazás eredetét és a szerzői jogokat jelzi, nem szolgál a cikkben szereplő információk forrásmegjelöléseként.